# Legacy Recordings
Pour les articles homonymes, voir Legacy.
Legacy Recordings est un label discographique américain et filiale de Sony Music. Le label est fondé en 1990 par CBS Records, ensuite rebaptisé Sony Music Entertainment en 1991. Il figure sur les albums réédités et les coffrets des enregistrements du vaste catalogue de Columbia Records, Epic Records et des labels associés.
Le label possède le catalogue d'anciens labels : RCA, J Records, Windham Hill, RCA Victor, Arista, Buddha Records, Philadelphia International Records, ou encore Sony BMG Nashville, qui constituent tous les archives de Sony BMG. Il distribue également les disques du label Flying Dutchman.

## Rééditions
Les séries Essential sont des compilations en un ou deux disques du vaste catalogue d'un groupe ou artiste. À l'occasion, certains albums de cette série comprennent un troisième disque en édition limitée (étiqueté Essential 3.0), ou sont révisés pour inclure les œuvres les plus récentes de l'artiste (par exemple The Essential Bob Dylan). Plusieurs volumes de la série Essential sont disponibles en vinyle.
Lancée en 2009, Playlist est une série de disques individuels de compilation basés sur les meilleurs morceaux studio des artistes pendant leur séjour sur l'un des labels Sony (par exemple, Playlist de Van Morrison ne contient que des titres sessions de BANG Records), servant de suite à la précédente série Super Hits et d'alternative moins onéreuse à la série Essential. Une série dérivée, Setlist, propose des compilations de concerts d'artistes.

## Groupes et artistes
Groupes et artistes signés ou ayant signés au label :
- 2Pac
- AC/DC
- Accept
- Adam and the Ants
- Anastacia
- A Tribe Called Quest
- Aerosmith
- The Alan Parsons Project
- Alice in Chains
- Alicia Keys
- Annie Lennox
- Audioslave
- ATEEZ
- Avril Lavigne
- Barbra Streisand
- Beyoncé
- Bill Withers
- Billy Joel
- Blue Öyster Cult
- Bob Dylan
- Boney M.
- Bonnie Tyler
- Britney Spears
- Bruce Springsteen
- Buddy Guy
- Cake
- Carole King
- Céline Dion
- Cheap Trick
- Christina Aguilera
- Ciara
- Coheed and Cambria
- Cyndi Lauper
- Cypress Hill
- Joe Dassin
- David Bowie
- Dead or Alive
- Dennis Wilson
- Deep Purple
- Destiny's Child
- Dido
- Dolly Parton
- Donovan
- Earth, Wind and Fire
- Electric Light Orchestra
- Elvis Presley
- Europe
- Eurythmics
- Fatboy Slim
- Fiona Apple
- Fleetwood Mac
- Foo Fighters
- Frank Sinatra
- Fugees
- George Michael
- Good Charlotte
- Hall and Oates
- Harry Belafonte
- Harry Connick Jr.
- Incubus
- James Taylor
- Jamiroquai
- Janis Joplin
- Jeff Beck
- Jeff Buckley
- Jefferson Airplane
- Jennifer Lopez
- Jimi Hendrix[2]
- Joe Satriani
- John Legend
- John Mayer
- Johnny Cash
- Johnny Winter
- Journey
- Judas Priest
- Kasabian
- Kings of Leon
- Klaus Nomi
- Korn
- Kylie Minogue
- Lauryn Hill
- Leonard Cohen
- Lou Reed
- Luke
- Macy Gray
- Manic Street Preachers
- Mariah Carey
- Marvin Gaye
- Maxwell
- Michael Jackson
- Midnight Oil
- Miles Davis
- Mobb Deep
- Mott the Hoople
- My Bloody Valentine
- Nas
- Neil Diamond
- OutKast
- Ozzy Osbourne
- P!nk
- Paradise Lost
- Patti Smith
- Pearl Jam
- Peter Tosh
- Prefab Sprout
- Primal Scream
- Prince[3]
- R. Kelly
- Rage Against the Machine
- Ricky Martin
- Rod Stewart
- Rory Gallagher
- Roy Orbison
- Run–DMC
- Sade
- Sam Cooke
- Santana
- Sarah McLachlan
- Scorpions
- Shakira
- Simon and Garfunkel
- Sly and the Family Stone
- Soft Machine
- Spin Doctors
- Stevie Ray Vaughan
- Stray Cats
- Suede
- Suicidal Tendencies
- System of a Down
- Ted Nugent
- Terence Trent D'Arby
- The Byrds
- The Clash
- The Coral
- Dave Brubeck
- The Isley Brothers
- The Jacksons
- The Lovin' Spoonful
- The Offspring
- The O'Jays
- The Psychedelic Furs
- The Stranglers
- The Strokes
- The The
- TLC
- Toni Braxton
- Tony Bennett
- Tool
- Tori Amos
- Toto
- Travis
- Trust
- Usher
- Van Morrison
- Vaya Con Dios
- Velvet Revolver
- Wham!
- Will Smith
- Willie Nelson[4]
- Within Temptation
- Wu-Tang Clan
- ZZ Top